# 陈德海
陈德海（1964年7月—），男，陕西渭南人，1987年10月加入中国共产党，中华人民共和国外交官，曾任中华人民共和国驻胡志明市总领事，现任中国－东盟中心秘书长。

## 生平
陈德海毕业于兰州大学外语系英语专业、外交学院世界现代史专业和新加坡南洋理工大学工商管理专业。1993年，进入中华人民共和国外交部工作，先后在外交部亚洲司、驻孟加拉国大使馆、驻菲律宾大使馆任职。2007年，任驻泰国大使馆参赞。2010年，任驻马来西亚大使馆参赞。2013年，任外交部参赞，挂职中共广西钦州市市委常委、市人民政府副市长。2016年1月，出任中华人民共和国驻胡志明市总领事。2018年5月，自驻胡志明市总领事离任，出任中国－东盟中心秘书长。

## 家庭
已婚，有一子。